# 4035 Thestor
A 4035 Thestor (ideiglenes jelöléssel (4035) 1986 WD) egy kisbolygó a Naprendszerben. Szuzuki Kenzó és Urata Takesi fedezte fel 1986. november 22-én.